# Sarria
Sarria is een gemeente in de Spaanse provincie Lugo in de regio Galicië met een oppervlakte van 185 km². Sarria telt 13.337 inwoners (1 januari 2016). Sarria is ook bekend als halte op de Camino de Santiago.

## Geboren in Sarria
- Gregorio Fernández (1576-1636), beeldhouwer

## Demografische ontwikkeling
Bron: INE; 1857-2011: volkstellingen